# 原田清人
原田 清人（はらだ きよと、1935年9月2日 - ）は、日本の俳優。本名は同じ。
大分県日田市出身。大分県立日田林工高等学校卒業、日本大学卒業。劇団俳優座に所属していた。
現日田市長、原田啓介は甥にあたる。

## 人物・略歴
1958年、俳優座養成所（10期生）に入り、その後、劇団俳優座に入団。
舞台出演のほか、テレビドラマ、映画にわき役として多数出演した。一時期、原田樹世土名義で活動していた時期もある。
1968年、連続テレビ小説『あしたこそ』に主人公の兄、香原大輔役で出演。
1998年、舞台『遅咲きの花のワルツ』を最後に俳優座を退団。

## 出演

### テレビドラマ
- 夫婦百景（1962年、NTV）
- 風雪 第46回「雪の進軍 八甲田山の悲劇」（1965年、NHK）
- 丸出だめ夫 第1話「ボロット君誕生」（1966年、NTV）- だめ夫の担任
- みだれがみ（1967年、NHK）
- 連続テレビ小説 / あしたこそ（1968年 - 1969年、NHK） - 香原大輔
- ナショナルゴールデン劇場 / 十一番目の志士（1968年、NET）
- 三匹の侍 第6シリーズ 第25話「夜明け」（1969年、CX） - 八田兵吾
- 見合い恋愛（1969年、NTV）- 石部
- 銭形平次（CX / 東映）第187話「二つの証言」（1969年） - 源吉
- 遠山の金さん捕物帳（NET / 東映）
  - 第24話「刀に魅入られた女」（1970年） - 竹二郎
  - 第135話「冥土から帰った男」（1973年） - 斉藤十兵衛
- 天皇の世紀 第一部（1971年、ABC） - 竹内百太郎
- 大岡越前（TBS / C.A.L）
  - 第3部（1972年）
    - 第4話「消えた御用金」 - 坂口軍之進
    - 第22話「血ぬられた密書」 - 田沼祐一郎

  - 第6部 第20話「死を賭けた潜入」（1982年7月19日） - 田所新兵衛 ※ 原田樹世土名義
  - 第10部 第26話「辻斬り三葉葵の陰謀」（1988年8月29日） - 有馬兵庫頭
  - 第11部 第10話「相合傘の出逢い」（1990年6月25日） - 安井国之助
  - 第14部 第5話「嘘つき婆さんの人助け」（1996年7月15日） - 立川次兵衛
  - 第15部 第18話「消えた財布」（1999年1月18日） - 松乃屋
- 水戸黄門（TBS / C.A.L）
  - 第1部 第32話「水戸の白梅 -水戸-」（1970年3月9日） - 沼澤喜八郎（水戸藩右筆）
  - 第2部 第8話「竹とんぼ -八戸-」（1970年11月16日）- 清四郎
  - 第4部（1973年）
    - 第3話「人情榛名おろし -高崎-」 - 寺本勝之助
    - 第25話「狙われた弥七-仙台-」 - 雨宮七十郎

  - 第6部
    - 第7話「姫だるまに似た女 -大分-」（1975年5月12日） - 榎木
    - 第32話「素晴らしきかな人生 -水戸-」（1975年11月3日） - 水野

  - 第7部（1976年）
    - 第2話「姫君はにせ者 -福島-」 - 津上源八郎
    - 第21話「江戸から来た密使 -新発田-」 - 柴兵馬
    - 第30話「おふくろさまは山びこ -上田-」 - 武居正憲

  - 第9部（1978年）
    - 第2話「死を賭けた武士道 -いわき-」 - 室伏伝兵衛
    - 第17話「越前めおと奉書 -福井-」 - 南条勝馬

  - 第10部
    - 第18話「八兵衛うっかり若旦那 -大垣-」（1979年12月10日） - 戸塚余一郎
    - 第26話「日本晴れ‼水戸街道 -水戸-」（1980年2月11日） - 水戸藩士

  - 第14部（1984年）
    - 第21話「鬼が棲んでた地獄島 -佐渡-」 - 荻原安秀 ※ 原田樹世土名義
    - 第34話「葵を盗んだドジな奴 -赤穂-」 - 稲田左近 ※ 原田樹世土名義

  - 第15部 第20話「謎が渦巻く陰謀の宿 -米子-」（1985年6月10日） - 伊藤要 ※ 原田樹世土名義
  - 第16部 第30話「銘酒を守った娘の真心 -新庄-」（1986年11月17日） - 岡林多聞 ※ 原田樹世土名義
  - 第17部 第15話「南国土佐のいごっそ女房 -高知-」（1987年12月7日） - 馬越兵庫 ※ 原田樹世土名義
  - 第19部 第13話「待ったなし人間将棋 -天童-」（1989年12月18日） - 宗桂
  - 第20部（1991年）
    - 第26話「育ての親はだめ親父 -荻-」 - 海老沢九太夫
    - 第37話「悲願を秘めた水芸師 -長岡-」 - 岩村市蔵
    - 第45話「娘馬子仇討ち悲願 -福島-」 - 田淵宗兵衛

  - 第25部 第2話「恵みの夫婦海苔-君津-」(1996年12月16日)　- 大隅与左衛門
  - 第26部 第18話「格が救った石州半紙 -津和野-」（1998年6月15日）　- 金兵衛
  - 第27部 第25話「娘飛脚はお姫様 -松本-」（1999年9月6日） - 島屋佐兵衛
  - 第28部 第3話「箱根の山で敵討ち -箱根-」（2000年3月20日）- 六兵衛
  - 第29部 第22話「天狗面が悪を斬る！-新発田-」(2001年8月27日)　- 溝口内膳
  - 第36部 第2話「母子縫わせた達磨さま-高崎-」　(2006年7月31日)　- 加納竺斉
  - 第37部
    - 第7話「家族を捨てた母の愛 -鶴岡-」（2007年5月21日） - 安積屋
    - 第14話「大食い男の恩返し-盛岡-」 (2007年7月9日)　- 三島屋益蔵

  - 第40部 第8話「ニセ黄門の大芝居! -盛岡-」（2009年9月14日） - 和泉屋
- 荒野の素浪人（NET / 三船プロ）
  - 第1シリーズ 第63話「烈風 屍なす山河」（1973年）
  - 第2シリーズ 第7話「怒号の刃」（1974年） - 伊之助
- 荒野の用心棒（1973年、NET / 三船プロ）
  - 第24話「女豹は白銀峡に吼えて…」 - 源造
  - 第38話「暗殺の兇弾は暁に炸裂して…」 - 坂田兵庫
- 江戸を斬る シリーズ（TBS）
  - 江戸を斬る 梓右近隠密帳 第4話「忠弥 槍の別れ」（1973年） - 平川泰次郎
  - 江戸を斬るIII
    - 第7話「殺しの爪痕」（1977年） - 木村孫八郎
    - 第13話「金四郎の結婚」（1977年） - 桜田京之進

  - 江戸を斬るIV
    - 第3話「男はつらいよ十手風」（1979年） - 与力
    - 第20話「地獄に落ちた悪い奴」（1979年） - 大竹作十郎

  - 江戸を斬るV 第7話「御用金奪還!暁の追跡」（1980年） - 護衛の役人
- 科学捜査官 第5話「頭蓋骨の謎」（1973年、KTV / 松竹） - 宮崎
- 幡随院長兵衛お待ちなせえ 第24話「哀しい女」（1974年、MBS） - 武蔵
- 必殺シリーズ（ABC / 松竹）
  - 暗闇仕留人 第11話「惚れて候」（1974年） - 岩佐軍三
  - 必殺仕置屋稼業 第6話「一筆啓上怨霊が見えた」（1975年） - 花森源造
  - 必殺からくり人・富嶽百景殺し旅 第10話「隅田川関屋の里」（1978年） - 小関左内
  - 必殺仕事人 第71話「絞り技一揆助命脳天突き」（1980年） - 戸塚軍兵衛
  - 必殺仕事人・激突! 第20話「主水、京に上る」（1992年） - 松倉内膳正重勝
- 大盗賊 第10話「涙で掟を守れ」（1974年、CX / 国際放映） - 吉五郎
- 座頭市物語 第14話「赤ン坊喧嘩旅」（1975年、CX）
- 鬼平犯科帳（丹波哲郎版） 第23話「盗人姉妹」（1975年、NET） -　もんどりの亀太郎
- 影同心 第6話「郭に咲く花殺し節」（1975年、MBS / 東映） - 森下内記
- 江戸の旋風シリーズ（CX / 東宝）
  - 同心部屋御用帳 江戸の旋風（1975年）
  - 同心部屋御用帳 江戸の旋風III 第42話「不運な出会い」（1978年）
  - 同心部屋御用帳 江戸の旋風IV 第11話「友情一路」（1979年） - 喜久平
- 大江戸捜査網（12ch / 三船プロ）
  - 第177話「恐怖の訪問者」（1975年） - 伊原右近
  - 第208話「捨て身の一匹侍」（1975年） - 上月新一郎
  - 第336話「鉄火娘 怒りの一番纏」（1978年） - 才次
  - 第387話「白頭巾参上辻斬り大追跡」（1979年） - 神山
  - 第439話「笑いを売る男の涙」（1980年） - 上田屋
- 大都会 闘いの日々 第15話「前科者」（1976年、NTV / 石原プロ） - 平川
- 非情のライセンス 第2シリーズ 第82話「兇悪の接吻」（1976年、NET / 東映） - 竹内徹一郎
- 隠し目付参上 第24話「ザ・カラテ! 姫の肌は紅に染まったか」（1976年、MBS / 三船プロ） - 羽地政武
- 新選組始末記（1977年、TBS） - 平間重助
- 太陽にほえろ!（NTV / 東宝）
  - 第241話「脅迫」（1977年） - 中山春雄
  - 第287話「ある娘」（1978年） - 伊豆秘書
  - 第326話「捜査」（1978年） - 刑事
  - 第391話「黄色いボタン」（1980年） - 森川
  - 第413話「エーデルワイス」（1980年） - 医師
  - 第427話「小さな目撃者」（1980年） - 医師
  - 第505話「ジプシーの涙」（1982年） - 東都商事課長
  - 第677話「あなたを告訴する!」（1985年） - 吉田弁護士
- 破れ奉行 第10話「愛と憎しみの挽歌」（1977年、ANB / 中村プロ） - 矢崎又五郎
- 人形佐七捕物帳 第31話「捕物くらべ西東」（1977年、ANB / 東映） - 諸岡九十郎
- 特捜最前線（ANB / 東映）
  - 第76話「妻が凶器を振るうとき!」（1978年）
  - 第369話「兜町・コンピューターよ、演歌を歌え!」（1984年）
  - 第413話「眠れ父よ、季節はずれの雛人形!」（1985年）※原田樹世土名義
- 暴れん坊将軍シリーズ（ANB / 東映）
  - 吉宗評判記 暴れん坊将軍
    - 第15話「春を呼ぶ藪医者」（1978年） - 前田俊正
    - 第47話「拳固で治す女医者」（1979年） - 中小路右京太夫

  - 暴れん坊将軍II 第54話「恐れ多くも婿殿は上様!」（1984年） - 新見十郎太 ※原田樹世土名義
  - 暴れん坊将軍III 第40話「吉宗が怒った役人天国!」（1988年） - 土屋軍兵衛
  - 暴れん坊将軍IV 第64話「父の敵は愛しの人!」（1992年） - 石原大膳
  - 暴れん坊将軍V 第19話「おんな密偵の初恋」（1993年） - 池永甚左衛門
  - 暴れん坊将軍VI 第15話「遠い昔の花嫁衣裳」（1995年） - 根岸但馬守
- Gメンシリーズ（TBS / 東映→近藤照男プロ）
  - Gメン'75
    - 第195話「プロ野球殺人事件」（1979年） - 野口竹馬
    - 第208話「5月26日絞首刑」（1979年） - 川村刑事
    - 第291話「女たちの殺人忘年会」（1980年） - 井草純一（警部補）
    - 第304話「プロ野球ナイター殺人事件」（1981年） - 藤原警部補
    - 第327話「マイホーム親と子の殺し合い事件」（1981年） - 西多摩署捜査主任

  - Gメン'82 第1話「GメンVS白バイ強盗団」（1982年） - 捜査一課長
- 野性の証明（1979年、MBS）
- 赤穂浪士（1979年、ANB） - 潮田又之丞
- 江戸の激斗 第13話「名もない男達の詩」（1979年、CX / 東宝） - 中神
- 長七郎天下ご免! （ANB / 東映）
  - 第2話「誘拐! おさよ危機一髪」（1979年） - 吉岡兵馬
  - 第43話「死に損ないの夢に咲け!」（1980年）- 唐崎
- 江戸の朝焼け 第8話「遥かなる母」(1980年、フジテレビ) - 木暮新八郎
- 江戸の用心棒 第7話「女主人の腕」（1981年、CX / 東宝 / 映像京都） - 前川※ 原田樹世土名義
- 火曜サスペンス劇場
  - 球形の荒野（1981年、NTV / 三船プロ） - 刑事
  - 影なき殺意（1982年、NTV）
  - 連鎖寄生眷属 優しさの報い（1984年、NTV / 東映）- 弁護士
  - たそがれに愛をこめて（1990年、NTV）- 記者
- ポーラテレビ小説 / 愛をひとつまみ（1981年 - 1982年、TBS） - 水野
- ザ・サスペンス / 松本清張の時間の習俗（1982年、TBS / 大映テレビ） - 本部長※ 原田樹世土名義
- ザ・ハングマンII 第22話「裸女の死体と心中した検事」（1982年、ABC） - 秋山検事正
- 柳生十兵衛あばれ旅 第9話「なみだ峠で待つ女」（1982年、ANB / 東映） - 伊奈大九郎※ 原田樹世土名義
- 時代劇スペシャル「花隠密」（1983年、CX / 俳優座映画放送） - 栄屋重助 ※ 原田樹世土名義
- 大奥 第31話「暴かれた禁男の園」・第32話「永遠の処女」（1983年、KTV / 東映） - 仙石丹波守
- ニュードキュメンタリードラマ昭和 松本清張事件にせまる 第6話「昭電疑獄 野望の設計図」（1984年、ANB / 東映）
- 土曜ワイド劇場 / 松本清張の証言（1984年、ANB / 大映テレビ）
- 暴れ九庵 第23話「契り」（1985年、KTV / 東宝） - 中井
- 花王 愛の劇場 / 殉愛（1988年、TBS / 松竹テレビ室）
- 父は戦争に行った（1988年、TX）
- 京都サスペンス  / 残酷な旅路（1989年、KTV / 松竹 / 京都映画）
- 鬼平犯科帳 第2シリーズ スペシャル「殿さま栄五郎」（1990年、CX / 松竹） - 勢多の幸松 中村吉右衛門版
- 特警ウインスペクター 第36話「バイクルのパパ」（1990年、ANB） - 新井博士
- あばれ八州御用旅 第2シリーズ 第1話（SP）「姫君抹殺指令!対決!白頭巾対黒爪根来衆」（1991年、TX / ユニオン映画） - 角倉兵庫
- 八百八町夢日記 第2シリーズ（NTV / ユニオン映画）
  - 第2話「私が惚れた男」（1991年） - 大黒屋
  - 第21話「裏入学をあばけ!」（1992年） - 宇田川宗石
- 将軍家光忍び旅 第15話「旅人泣かせの船宿退治」（1991年、ANB / 東映）- 岩尾監物
- 名奉行 遠山の金さん（ANB / 東映）
  - 第4シリーズ 第17話「大金を猫ばばした母と娘」（1992年4月9日） - 不知火十左
  - 第6シリーズ 第1話「（秘）大奥女中謎の死」（1994年6月9日） - 久世勘解由
- 銭形平次（CX）
  - 第2シリーズ 第7話「真夜中の客」（1992年） - 伝兵衛
  - 第6シリーズ 第1話「呪いの花嫁井戸」（1997年） - 鈴屋惣兵衛
- 半七捕物帳 第11話「闇の顔役」（1992年、NTV / ユニオン映画） - 安西松風
- 付き馬屋おえん事件帳 第2シリーズ 第1話「吉原御法度破り!」（1993年、TX / 松竹） - 三桝屋
- 三匹が斬る! シリーズ（ANB / 東映） 
  - 新・三匹が斬る! 第18話「血槍舞い、死んで咲かせた忠義花」（1993年）- 小池帯刀
  - 痛快・三匹が斬る! 第9話「夢か現か?千石と駆け落ち美女」（1995年）
- 12時間超ワイドドラマ→新春ワイド時代劇（TX）
  - 徳川武芸帳 柳生三代の剣（1993年） - 土井利勝
  - 忠臣蔵 瑤泉院の陰謀（2007年） - 小野寺十内
- 闇を斬る!大江戸犯科帳 第14話（SP）「筆頭老中への陰謀」（1993年、NTV / ユニオン映画） - 木三郎
- 喧嘩屋右近 第2シリーズ 第3話「私を捜して!消えた娘」（1993年、TX / 松竹）
- TBS大型時代劇スペシャル / 大忠臣蔵（1994年、TBS） - 奥田孫太夫
- 父子鷹（1994年、NTV / 松竹） - 秋田定助
- 江戸の用心棒（NTV / ユニオン映画）
  - 江戸の用心棒 第11話「天高く死者訪れる秋」（1994年） - 唐木屋
  - 江戸の用心棒II 第16話「危うし!朝霞清三郎」（1996年） - 飛騨屋甚五郎
- ドラマ特別企画 / 命なりけり・悲劇の外相東郷茂徳（1994年、TBS / 蟻プロダクション） - 近衛文麿
- 刑事追う! 第3話「裁きの日」（1996年、TX / 東映）
- 御家人斬九郎 第2シリーズ 第11話「あんぶれらあ」（1997年、CX / 映像京都） - 弥一郎
- ウルトラマンティガ 第49話「ウルトラの星」（1997年、MBS） - 円谷プロ専務
- 隠密奉行朝比奈 第1シリーズ 第7話「出雲松江 灼熱地獄タタラ」（1998年、CX / 東映） - 駿河屋久兵衛
- はぐれ刑事純情派 第12シリーズ 第8話「死体に赤い墨汁が!?手を握る女!」（1999年、ANB / 東映） - 神山賢一郎
- 痛快!三匹のご隠居 第4話「一升飯を食う女 腹が減っては仇討ちできぬ」（1999年、ANB）
- 逃亡者 おりん 第11話「裏切りに哭いた愛」（2007年、TX） - 佐久間内膳
- 水曜ミステリー9 信濃のコロンボ事件ファイル 第16作「願望の連環〜愛欲の殺人計画!」（2008年、TX＝BSジャパン） - 滝口実吉

### 映画
- 徳川家康（1965年、東映） - 植村新六郎
- 香港の白い薔薇（1965年、東映） - 篠原刑事
- 悪党（1965年、東京映画 / 近代映画協会） - 山名伊豆守
- 日本暗殺秘録（1969年、東映） - 長大尉
- 戦争と人間 第三部 完結篇（1973年、日活） - サイドカーの将校
- わが道（1974年、近代映画協会） - 津島課長
- わが青春のとき（1975年、大映 / 俳優座映画放送） - 丸山憲兵少尉
- 新幹線大爆破（1975年、東映） - 三宅技術部長
- 金環蝕（1975年、大映） - 青山達之助
- 雲隠仁左衛門（1978年、松竹 / 俳優座） - 津山伝七
- 子育てごっこ（1979年、独立映画センター） - 牧村
- 二百三高地（1980年、東映） - 神鞭知常
- 大日本帝国（1982年、東映） - 東郷茂徳
- 誘拐報道 (1982年、東映)
- 必殺!5 黄金の血（1991年、松竹）
- さくら（1994年）
- 草刈り十字軍（1997年、リエゾン・ピューロー） - 造林公団富山出張所所長
- 踊る大捜査線 THE MOVIE（1998年、東宝 / CX） - 警察庁次長
- 六月の蛇（2003年、ゼアリズエンタープライズ）

### オリジナルビデオ
- 修羅のみち・3 広島四国全面戦争（2001年、ナック） - 馬場晃

### 吹き替え
- 風と共に去りぬ（フランク・ケネディ〈キャロル・ナイ〉）※旧日本テレビ版
- 魚雷特急（ブレーデン〈ガイ・ストックウェル〉）
- 荒野のあした（ジョン・サージェント〈ウィリアム・シャトナー〉）
- 血と怒りの河（アズール〈テレンス・スタンプ〉）
- 真昼の暴動（ジョー・コリンズ〈バート・ランカスター〉）

### ラジオドラマ
- NHK FMアドベンチャー「101便着艦せよ」（1984年）

### 舞台
- ラ・マンチャの男（1979年 - 1997年） - 隊長 役
- 明治座公演「大岡越前 -春近き冬のころ-」（1997年）
- 劇団東演公演
  - 「風浪」（2002年、紀伊国屋ホール）
  - 「フィラデルフィアへやって来た」（2005年、紀伊國屋サザンシアター） - ドゥーガン上院議員、ケイトの父